# 管窑镇
管窑镇，是中华人民共和国湖北省黄冈市蕲春县下辖的一个乡镇级行政单位。

## 行政区划
管窑镇下辖以下地区：
岚头矶社区、荷林村、胡岗村、学堂岗村、西湖里村、元丰山村、管凉村、红旗岗村、南征湖村、江凉村、寒婆岭村、楼岗村、土城岗村、泥滩村、竹林墩村、三合铺村、付岗村和农场村。